# クリストとジャンヌ＝クロード
クリストとジャンヌ＝クロード (英語: Christo & Jeanne-Claude) は、環境アート作品を作成していた芸術家夫婦である。夫のクリストと妻のジャンヌ＝クロードは同じ1935年6月13日生まれである。

## 来歴・人物
20世紀の美術は芸術概念の拡張からさまざまな流派や傾向を生み、「アースワーク」「ハプニング」のような、従来の「美術」の枠組みからはずれたものも多い。ランド・アートの作家とされることもあるが、クリスト自身はその作品をランド・アートとみなしていない。こうした活動の美術史的評価はまだ定まっているとは言い難いが、クリストの活動はそれを肯定的に評価するかどうかは別問題として、「芸術とは何か」という問いをあらためて投げかけた点で、後世に記憶されるであろう。
その「作品」は一言で言えば「梱包」である。彼の「梱包」は1958年、日用品の梱包から始まったが、もともとそのころから巨大な建物（後述のライヒスタークなど）や自然や公園の風景全体を梱包するアイデアはあった。1960年代以降、梱包は次第にその規模を巨大化させていく。美術館の建物を丸ごと梱包することにはじまり、オーストラリアの高さ約15メートル、長さ2キロメートルにおよぶ海岸を丸ごと梱包した「海岸の梱包」（1969）など、途方もない作品もある。「梱包」ではない作品には、コロラド州にあるロッキー山脈の幅400メートルもある谷に巨大なカーテンを吊るした「ヴァレー・カーテン」（1970-72）がある。
これらの「作品」はその性格上（布の性質、天候による破損のおそれ、自然に対する影響、担当役所による設置許可期間など）永続することは不可能で、もとよりクリストには恒久展示して永続させる意図はまったくなく（作品は夢のように現れ、夢のように消えて観客の中にしか残らない）、今は記録写真によってしか見ることはできない。見た者は、人工的な色の布で自然の風景が変わることや、見慣れた都会の風景が梱包で一変することに新鮮なショックをうける。もっとも巨大化する一方の梱包や、産業化したクリスト夫妻の作品制作に対する疑問もある。
1973年よりアメリカ国籍を持つ。それぞれのプロジェクトにかかる巨額の費用は、美術館や政府や企業などから一切の援助を受けることなく、プロジェクトの完成を予想したドローイングやコラージュ作品など、クリストの手によるオリジナル・アート作品の販売でまかなっている。また、プロジェクトは毎回、その梱包や作品設置の舞台となる場所の住民・政府官僚などとの許可が必要であり、しばしば反対運動や「これは芸術か否か」といった論争に巻き込まれており、1960年代の構想からそれぞれの実現まで数年から数十年がかかっている。

## 代表作

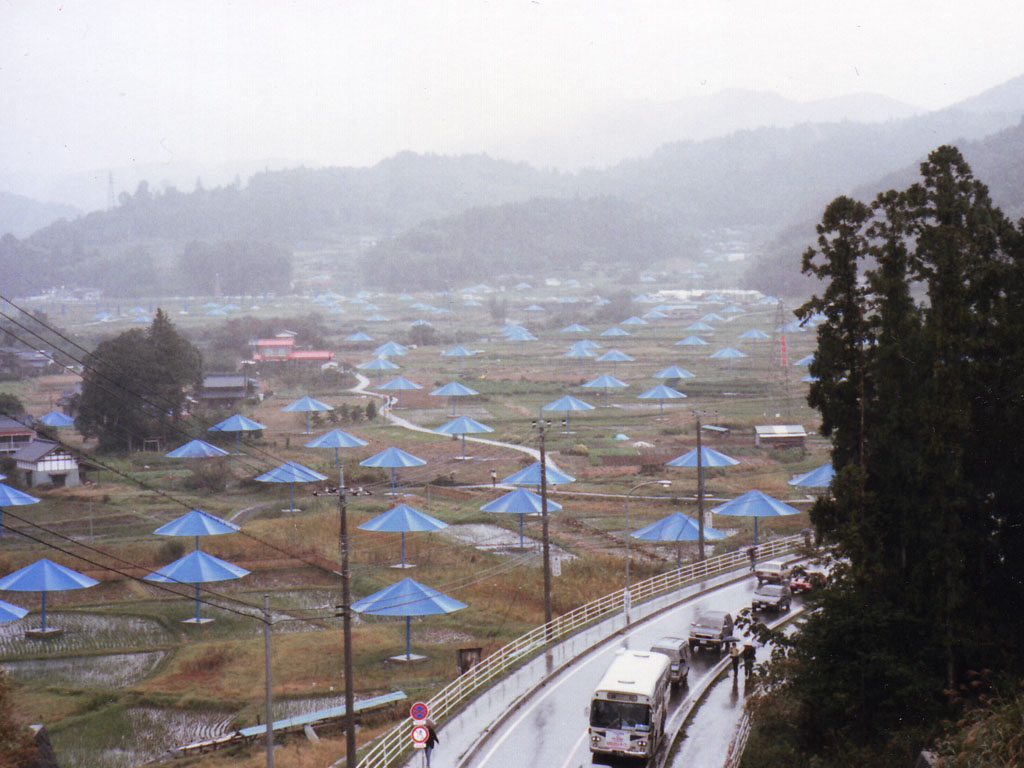
アンブレラ・プロジェクト(茨城県)

- ドクメンタ4のプロジェクト（1968年、ドイツ、カッセル]）
  - 巨大クレーンを使い、体積5,600立方メートルという巨大パッケージを設置しようとした。ポリエチレンの破損や補修など困難の末、インスタレーションは成功した。作品は2ヶ月にわたりカッセルの町に聳え立ち、25キロ先からも見えたという。
- 「梱包された海岸」（1969年、オーストラリア）
- 「ヴァレー・カーテン」（1970年-1972年、アメリカ、コロラド州）
- 「ランニング・フェンス」（1972年-1976年、アメリカ、カリフォルニア州）
  - 40kmにわたり北カリフォルニアの砂漠や農村を横断し、西の太平洋に至るナイロンの布でできたフェンス。インスタレーションは1976年9月に完成。2週間公開。
- 「梱包された歩道」（1977年、アメリカ、カンザス州）
- 「囲まれた島」（1983年、アメリカ、フロリダ州）
  - マイアミ付近の湾に浮かぶ11の島の周りの海を、島の輪郭に沿ったピンクのポリエチレン布で覆った。2週間だけ存続が許可された。
- 「梱包されたポン・ヌフ」（1985年、フランス、パリ）
  - セーヌ川にかかるパリ最古の橋を完全梱包。市当局（市長ジャック・シラク）との交渉に9年をかけ、実現させた。2週間だけの会期中に300万人が見物に来た。
- 「アンブレラ・プロジェクト」（1991年秋、アメリカ、カリフォルニア州および、日本、茨城県）お土産として配布された傘の端切れ

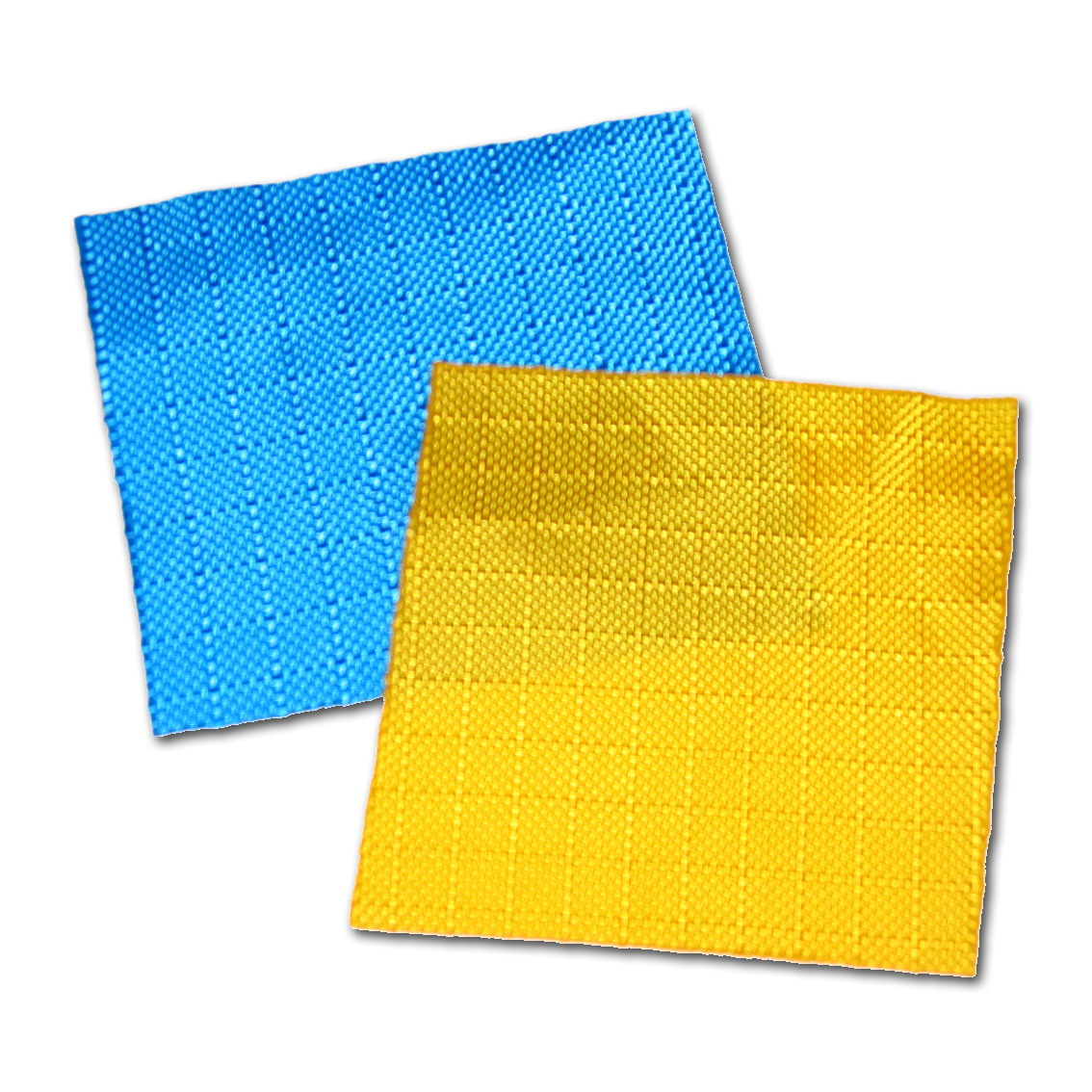
お土産として配布された傘の端切れ

  - 太平洋を挟み、カリフォルニアの砂漠地帯に1760本の黄色の傘を、茨城県の水田地帯に1340本の青色の傘を同時期に点在させた。一本の傘の大きさは高さ6メートル、直径約8.7メートルという巨大なもの。1ヶ月弱の会期中に日本で50万人、アメリカで200万人を動員したが、日本は台風シーズンで傘が閉じている日が多く、訪れた観客を残念がらせた。アメリカでの展示中、強風で傘が倒れ、観客1人が死亡、数名が負傷するという事故が起こった。また日本でも撤去作業中に、作業員の男性1人が事故で死亡。

- 「梱包されたライヒスターク（帝国議会議事堂）｣（1995年、ドイツ、ベルリン）

- - ドイツ議会（Der verhüllte Reichstag）を巻きこむ長年の論争の末、やっと実現したプロジェクト[2]。放火事件や第2次大戦で廃墟となり、統一ドイツの議事堂になる予定だったライヒスタークを完全にポリプロピレン布で覆い隠した。わずか2週間に500万人を動員。布やロープも既製品ではなく、作品のために織られ、材料費等の直接経費だけで約7億円がかかった。
- 「梱包された木々」（1998年、スイス、バーゼル）
  - 長年の交渉の末実現。冬の11月から12月まで、バーゼル市の公園の巨木から低木まで178本の木々に銀色のポリエチレン布をまきつけた。大小さまざまな木の形に応じた銀色の塊が公園に出現した。
- 「梱包されたスヌーピーの家」（2003年、アメリカ、カリフォルニア）
  - 漫画家チャールズ・M・シュルツは1975年に『ピーナッツ』のなかでスヌーピーの家（犬小屋）がクリストに梱包されてしまうエピソードを描いた。これに応えて、25年を経てクリストよりチャールズ・M・シュルツ・ミュージアムに梱包した犬小屋の作品が寄贈され、常設展示されている[3]。
- 「門」（ザ・ゲーツ）（英語）（2005年、アメリカ、ニューヨーク）
  - 2005年3月、1979年に発案して以来長年の交渉の末、実現。ニューヨーク市・セントラル・パークの木が落葉した2月から3月にかけ、鮮やかなサフラン色の布の門が7503個設置された[4]。このプロジェクトでは企業や市当局の援助はまったくなく、巨額の資金は1950年代や1960年代のドローイングや梱包アイデア図の販売、絵葉書販売などでまかなわれた。

### 注
1. ↑  しかし2006年来日時には、クリストとジャンヌは自分達が「『梱包』のアーティスト」と呼称されることに疑問を覚えると語っている[1]。

## 関連資料
- 「クリスト」1982年10月13日 撮影、国立新美術館ANZAÏ フォトアーカイブ (会場・撮影地：草月会館)(国立新美術館 ANZAÏ フォトアーカイブ、2020年3月3日閲覧。)
- "Christo & Jeanne-Claude"、Thorbecke Verlag, 1995. ISBN 3799536272. NCID BA32633496. ‐ ドイツのヴュルス・コレクション。起業家ラインホルト・ヴュルス (Reinhold Würth) の蒐集品は1万8000点超と20世紀および21世紀の私設美術コレクションで最大かつ最も重要とされ、クラシックモダン、ルネサンス期の作品も収める（Würth GmbH & Co.「ヴュルスの美術品」、2020年3月3日閲覧。）。
  - Christo and Jeanne-Claude、Romain, Lothar（ドイツ語）、Weber, C. Sylvia、Volz, Wolfgang.（英語） "Die Werke in der Sammlung Würth（ドイツ語）". Thorbecke Verlag〈Christo & Jeanne-Claude 1〉, 1995. ISBN 3799536272. NCID BA32630931.
  - Christo and Jeanne-Claude、Herzogenrath, Wulf（英語）、Weber, C. Sylvia、Volz, Wolfgang. "Wrapped floors and stairways and covered windows, Museum Würth（ドイツ語）, Künzelsau, Germany". Thorbecke Verlag〈Christo & Jeanne-Claude 2〉, 1995. ISBN 3799536272. NCID BA32635028.　キュンツェルスアウのヴュルス美術館で開かれた展覧会。
- 宮本隆司「現代美術 クリスト＋ジャンヌ＝クロード：ライヒスターク梱包、ベルリン1995」『建築文化』第50巻第588号、彰国社、1995年10月、105–112頁。国立国会図書館限定。doi:10.11501/6057450。
- 渡邊高宏「展覧会レポート:風景の生成 クリスト&ジャンヌ=クロード展-梱包されたライヒスタークと進行中のプロジェクト」『SD : Space design : スペースデザイン』第376号、鹿島出版会、1996年1月。160頁 (0174.jp2)。doi:10.11501/2309828。
- Christo and Jeanne-Claude、Volz, Wolfgang、柳正彦. "Christo and Jeanne-Claude : The Umbrellas, Japan-USA, 1984-91". Taschen, 1998. ISBN 3822874779. NCID BA40667777.
  - 柳正彦、Christo and Jeanne-Claude『クリストとジャンヌ=クロード : アンブレラ日本=アメリカ合衆国1984-91 : ドキュメンテーション展 = Christo and Jeanne-Claude : the umbrellas Japan-USA 1984-91 : a documentation exhibition』、水戸芸術館現代美術ギャラリー〈水戸芸術館現代美術センター展覧会資料〉第103号、水戸市芸術振興財団、読売新聞社、2016年。ISBN 9784865250046、NCID BB22204683。水戸芸術館現代美術ギャラリーの展示。(図録a)
  - Christo and Jeanne-Claude、柳正彦『ライフ=ワークス=プロジェクト : クリストとジャンヌ=クロード』(新版)、札幌宮の森美術館、図書新聞 (発売)、2016年。ISBN 9784886114716、NCID BB22499463。宮の森美術館の展示。(図録b)
- Christo、Volz, Wolfgang、Bourdon, David、Jeanne-Claude. "Christo and Jeanne-Claude : Wrapped Reichstag, Berlin, 1971-95 : a documentation exhibition, eine Dokumentationsausstellung". Taschen, 2001. ISBN 3822855049. NCID BA56043023.
- Donovan, Molly、National Gallery of Art (U.S.)、San Diego Museum of Contemporary Art. "Christo and Jeanne-Claude in the Vogel collection". National Gallery of Art、Harry N. Abrams、2002. ISBN 0810905728, 089468289X. NCID BA58577903.
- 多木浩二「空間の思考(8)出来事の空間--クリスト/ジャンヌ=クロードのドラム缶のバリケード」『ユリイカ』第35巻第2号 (通号 472)、東京 : 青土社、2003年2月、19–27頁。
- Christo and Jeanne-Claude、Fineberg, Jonathan David、Volz, Wolfgang、Metropolitan Museum of Art. "Christo and Jeanne-Claude : on the way to the gates, Central Park, New York City". Yale University Press, Metropolitan Museum of Art, 2004. ISBN 0300101384, 0300104057. NCID BA72168529.　「門」の展示に関する図録。イェール大学出版会、メトロポリタン美術館発行。
- Christo and Jeanne-Claude、Maysles, Albert『クリスト&ジャンヌ=クロード = Christo and Jeanne-Claude』、IMAGICA (発売)、レントラックジャパン (販売)、2006年、Escola。ISBN 4877669922, 4877669930, 4877669949、NCID BA8000889X。
- 中村香代子「アートにおける記念空間への抵抗--クシシュトフ・ヴォディチコとクリスト&ジャンヌ・クロードによる記念空間の読み替え」『社学研論集』第9号、東京 : 早稲田大学大学院社会科学研究科、2007年、125‐137頁。別タイトル：Reinterpretations of memorial spaces by artists: the case of Krzysztof Wodiczko and Christo & Jeanne-claude。ISSN 1348-0790。
- Christo and Jeanne-Claude、Schellmann, Jörg. "Christo and Jeanne-Claude : prints and objects : catalogue raisonné". 3rd rev./updated ed, Hatje Cantz, 2013.ISBN 9783775735650. NCID BB13027113.
- 北山研二「見せるアートと見せないアート : クリストの梱包アートについて」(高木昌史教授退職記念号)『ヨーロッパ文化研究』第34号、成城大学、2015年3月。85-125頁。NAID 110009892080